# Joni Mäkelä
Joni Onni Kristian Mäkelä (Valkeakoski, 28 settembre 1993) è un calciatore finlandese, centrocampista del KTP.

## Carriera

### Club
Cresciuto nelle giovanili dell'OLS, è passato in seguito all'AC Oulu. Con questa maglia, ha esordito in Ykkönen in data 7 giugno 2009: ha sostituito Donewell Yobe nella vittoria interna per 3-0 sull'Atlantis. Al termine di quella stessa stagione, la squadra ha centrato la promozione in Veikkausliiga. Il 16 maggio 2010, Mäkelä ha quindi debuttato nella massima divisione locale, schierato titolare nel pareggio a reti inviolate arrivato a domicilio contro l'IFK Mariehamn. A settembre 2011, è stato ceduto al Santa Claus, in Kakkonen, con la formula del prestito.
Rientrato all'AC Oulu, vi ha militato per altre due stagioni, ancora in Ykkönen. In seguito a questa esperienza, è stato tesserato dal KTP, sempre nella stessa divisione. Successivamente, ha vestito la maglia dell'Haka. Dal 2017 al 2018, Mäkelä è stato in forza al KuPS, alternando le sue presenze in Veikkausliiga alle apparizioni con il KuFu-98, squadra riserve del club militante in Kakkonen. Nel 2019, si è accordato con il KPV.
È passato poi ai norvegesi del Florø, in 2. divisjon: ha debuttato il 12 luglio 2020, nella sconfitta interna per 3-4 subita in casa del Fredrikstad. Il 23 agosto seguente sono arrivate le prime reti, con una doppietta nella vittoria per 6-1 arrivata sull'Eidsvold Turn. Nel 2022 ha fatto ritorno al KTP.